# Guzici
Le guzici (chinois 鼓子词, pinyin gǔ zǐ cí) est une forme de ballade avec accompagnement de tambour, connu sous la dynastie Song (960-1279).
Les guzici sont composés sur un même air, qui se répète de couplet en couplet. Les airs, ou récitatifs, alternent avec des passages en prose. Les guzici étaient pratiqués par les conteurs, mais les seuls connus de nos jours ont été écrits par des lettrés. Un couplet, considéré en lui-même, est formellement identique à un ci, poème irrégulier chanté,.
Ouyang Xiu (1007-1072) est l'auteur d'un guzici sur les douze mois de l'année, sur l'air Yujia'ao (La Fierté de la famille du pêcheur), air répété donc douze fois. Il est l'auteur d'un autre guzici sur le lac de l'Ouest, fait d'une suite de dix poèmes sur l'air Caisangzi (La Cueillette des mûres).
Plus connue est la Ballade de Cui Yingying de Zhao Lingzhi (1051-1134), adaptation musicale d'une nouvelle des Tang, l'Histoire de Yingying de Yuan Zhen. La ballade est composée de douze poèmes, sur l'air Dielianhua (Les Papillons aiment les fleurs), les poèmes alternant avec des passages en prose,.